# I'm Your Man (레너드 코언의 음반)
| 전문가 평가                   | 전문가 평가 |
| 평가 점수                     | 평가 점수   |
| 출처                          | 점수        |
| ----------------------------- | ----------- |
| AllMusic                      | [ 1 ]       |
| Pitchfork                     | 9.5/10      |
| Rolling Stone                 | [ 3 ]       |
| The Rolling Stone Album Guide | [ 4 ]       |
| Spin Alternative Record Guide | 9/10        |
| The Village Voice             | A−          |
| Encyclopedia of Popular Music | [ 7 ]       |

《I'm Your Man》은 1988년 2월 2일, 컬럼비아 레코드가 발표한 캐나다의 싱어송라이터 레너드 코언의 여덟 번째 스튜디오 음반이다. 이 음반은 신시사이저 중심의 곡을 많이 만들면서 코언이 좀 더 현대적인 사운드로 나아간 것을 보여주었다. 이 음반은 곧 코언이 미국에서 발매한 음반 중 가장 성공적인 음반이 되었고 몇몇 유럽 국가에서 1위에 오르며 코언을 베스트셀러 아티스트로 탈바꿈시켰다.

## 녹음
《I'm Your Man》은 로스앤젤레스, 몬트리올, 파리에서 녹음되었고, 이 음반이 코언이 단독 제작의 공로를 인정받은 첫 음반이었지만, 세 명의 기여 프로듀서인 로스코 벡, 장미셸 루저, 미셸 로비두가 참여했다. 이 음반은 업데이트된 현대식 80년대 사운드를 선사한다. 이 사운드는 주로 키보드로 작곡되고 점점 더 자갈빛이 도는 코언의 걸걸한 거친 소리로 연주했다. 코언의 사운드는 그의 마지막 음반인 〈Various Positions〉에서 발전하기 시작했지만 이번 음반에서는 더욱 실감난다. 동료 제프 피셔는 〈First We Take Manhattan〉과 〈Jazz Police〉에서 모든 음악을 연주하고 〈There Ain't No Cure For Love〉에서 편곡하고 연주하는 등 그의 드라이빙 키보드 편곡에 기여했다. 엔니오 모리코네를 연상케 하는 "시네마틱한" 느낌을 준 피셔와 코언은 "음반이 가능하다고 믿었다"고 말했다.

## 커버 아트
커버 아트는 코언이 바나나를 먹는 모습이 가장 기억에 남을 것이다. 이라 나델의 다양한 포지션에서 설명한 바와 같이, 코언은 제니퍼 반즈의 비디오 〈First We Take Manhattan〉 촬영을 보기 위해 로스앤젤레스의 한 창고에 있었으며, 짙은 색 안경과 짙은 회색 핀 줄무늬 정장, 바나나에 쪼개진 흰색 티셔츠를 입은 채 홍보 담당자인 샤론 와이즈가 사진을 찍었다. 코언은 이 이미지를 너무 좋아해서 음반 커버뿐만 아니라 1988년 월드 투어의 포스터 이미지로도 사용했다.

## 곡 목록
모든 곡들은 특별한 언급이 없는 한 레너드 코언에 의해 작사/작곡하였다.
| #  | 제목                        | 작사·작곡         | 재생 시간 |
| -- | --------------------------- | ----------------- | --------- |
| 1. | 〈First We Take Manhattan〉 |                   | 6:01      |
| 2. | 〈Ain't No Cure for Love〉  |                   | 4:50      |
| 3. | 〈Everybody Knows〉         | 코언, 샤론 로빈슨 | 5:36      |
| 4. | 〈I'm Your Man〉            |                   | 4:28      |

| #  | 제목                | 작사·작곡                      | 재생 시간 |
| -- | ------------------- | ------------------------------ | --------- |
| 5. | 〈Take This Waltz〉 | 페데리코 가르시아 로르카, 코언 | 5:59      |
| 6. | 〈Jazz Police〉     | 코언, 제프 피셔                | 3:53      |
| 7. | 〈I Can't Forget〉  |                                | 4:31      |
| 8. | 〈Tower of Song〉   |                                | 5:37      |

## 인증
| 국가                                                                                         | 인증        | 판매량/출하량 |
| -------------------------------------------------------------------------------------------- | ----------- | ------------- |
| 캐나다 (뮤직 캐나다)                                                                         | 골드        | 50,000^       |
| 덴마크 (IFPI Danmark)                                                                        | 3× 플래티넘 | 60,000        |
| 핀란드 (Musiikkituottajat)                                                                   | 골드        | 25,696        |
| 프랑스 (SNEP)                                                                                | 골드        | 61,100        |
| 노르웨이 (IFPI 노르웨이)                                                                     | 4× 플래티넘 | 200,000*      |
| 스페인 (PROMUSICAE)                                                                          | 플래티넘    | 100,000^      |
| 스웨덴 (GLF)                                                                                 | 플래티넘    | 100,000^      |
| 영국 (BPI)                                                                                   | 골드        | 100,000^      |
| *판매량을 기반으로 한 인증 · ^출하량을 기반으로 한 인증 · 판매량+스트리밍을 기반으로 한 인증 |             |               |